# Região Geográfica Intermediária de Redenção
A Região Geográfica Intermediária de Redenção é uma das sete regiões intermediárias do estado brasileiro do Pará e uma das 134 regiões intermediárias do Brasil, criadas pelo Instituto Brasileiro de Geografia e Estatística (IBGE) em 2017. É composta por 15 municípios, distribuídos em três regiões geográficas imediatas.
Sua população total estimada pelo Instituto Brasileiro de Geografia e Estatística (IBGE) para 1º de julho de 2018 é de 557 913 habitantes, distribuídos em uma área total de 174 174,482 km².
São Félix do Xingu é o município mais populoso da região intermediária, com 124 763 habitantes, de acordo com estimativas de 2018 do Instituto Brasileiro de Geografia e Estatística (IBGE).

## Regiões geográficas imediatas
| Região geográfica imediata                              | Municípios | População Estimativa 2018 | Área (km²)  |
| ------------------------------------------------------- | --- | ------------------------- | ----------- |
| Região Geográfica Imediata de Redenção                  | Bannach Conceição do Araguaia Cumaru do Norte Floresta do Araguaia Pau-d'Arco Redenção Santa Maria das Barreiras Santana do Araguaia | 266 086                   | 56 732,314  |
| Região Geográfica Imediata de Tucumã-São Félix do Xingu | Ourilândia do Norte São Félix do Xingu Tucumã                                                                                        | 196 141                   | 101 136,008 |
| Região Geográfica Imediata de Xinguara                  | Água Azul do Norte Rio Maria Sapucaia Xinguara                                                                                       | 95 686                    | 16 306,160  |
| Total                                                   | 15 | 557 913                   | 174 174,482 |